# Karikás Frigyes
| Karikás Frigyes                           | Karikás Frigyes                           |
| Kattints az alábbi külső linkek egyikére! | Kattints az alábbi külső linkek egyikére! |
| ----------------------------------------- | ----------------------------------------- |
| Nem található szabad kép.(?)              |                                           |
| külső link · jogvédett                    | Jancsik Ferenc és Karikás Frigyes         |

Karikás Frigyes, írói álnevein: Bálint, Katona Fjodor, K. F., Virág Ferenc (Körösbökény, 1891. november 4. – Moszkva, butovói kivégzőhely, 1938. május 29.) író, politikus, újságíró,  műfordító, pártmunkás.

## Élete
Édesanyja Rózsa Júlia, édesapja Karikás Sándor Dávid. Felesége Andics Margit, Andics Erzsébet testvére volt. Csak elemi iskolát végzett, s inas lett a borossebesi iparvasúti műhelyben. 1908-tól a vasasszakszervezet és az MSZDP tagja volt. Az első világháborúban orosz hadifogságba került, ott bekapcsolódott a hadifoglyok forradalmi szervezkedésébe, és részt vett az oroszországi polgárháborúban is. 
1917-től az OK(b)P tagja volt, a következő év őszén hazatért, s részt vett a Kommunisták Magyarországi Pártjának megalapításában. A Magyarországi Tanácsköztársaság alatt a Vörös Hadsereg 39-es dandárjának politikai biztosaként működött. A kommün bukása után Bécsbe emigrált, ahol a Vasárnapi Kör tagja lett. Később a Szovjetunióba került, ahol textilgyári igazgatóként dolgozott. Időközben elvégezte az Ipari Akadémiát, és szépirodalmi műveket írt. 
1929-ben Franciaországba ment, s a helyi magyar emigránsok közötti kommunista munkát irányította, két évvel később a KMP Központi Bizottságának kérésére felmentették a franciaországi pártmunka alól, s a KMP funkcionáriusa lett. 1932 júliusának közepén a titkárság más tagjaival együtt őt is letartóztatták, s csakúgy, mint Sallai Imrét, illetve Fürst Sándort, őt is statáriális bíróság elé akarták állítani, ám a nemzetközi tiltakozás hatására csak rendes bírósági tárgyalás folyt le. 
Három évet volt börtönben, majd 1935-ben a Szovjetunióba emigrált. Itt gazdasági funkciókat töltött be, mígnem 1938. március 4-én ismét letartóztatták koholt vádak alapján, melyek szerint aktívan részt vett a magyar ellenforradalmi kémszervezet munkájában. 1938. május 19-én halálra ítélték, május 29-én kivégezték.
Íróként elsősorban elbeszéléseivel tűnt ki. Novellái először Moszkvában jelentek meg 1927-ben „Mindenféle emberek” címmel. Karikás fordította továbbá magyarra Jaroslav Hašek: Infanteriszt Svejk viszontagságai a nagy háborúban című híres szatíráját, mely 1930-ban jelent meg először Párizsban.

## Művei
- Vengerszkije rasszkazi (Moszkva, Moszkovszkij Rabocsij, 1929)
- Válogatott elbeszélések (Madarász Emillel, Buenos Aires, Délamessz, 1936)
- Oszennyij pajok Gyagyi Gabora (Moszkva, Gazeta 'Batrak', 1928)
- Mindenféle emberek : Elbeszélések a magyar munkások életéből (Moszkva, A Szovjetunióban Élő Külföldi Munkások, 1932)
- 39-ja brigada (A harminckilences dandár) (Moszkva, Moszkovszkij Rabocsij, 1927, Kun Béla előszavával)
- A járatos ember és más elbeszélések (Goda Gábor előszavával)

### Műfordítása
- A. I. Taraszov-Rogyionov: Csokoládé (regény, Párizs, 1930)
- Jaroslav Hašek: Infanteriszt Svejk viszontagságai a nagy háborúban

## Emlékezete

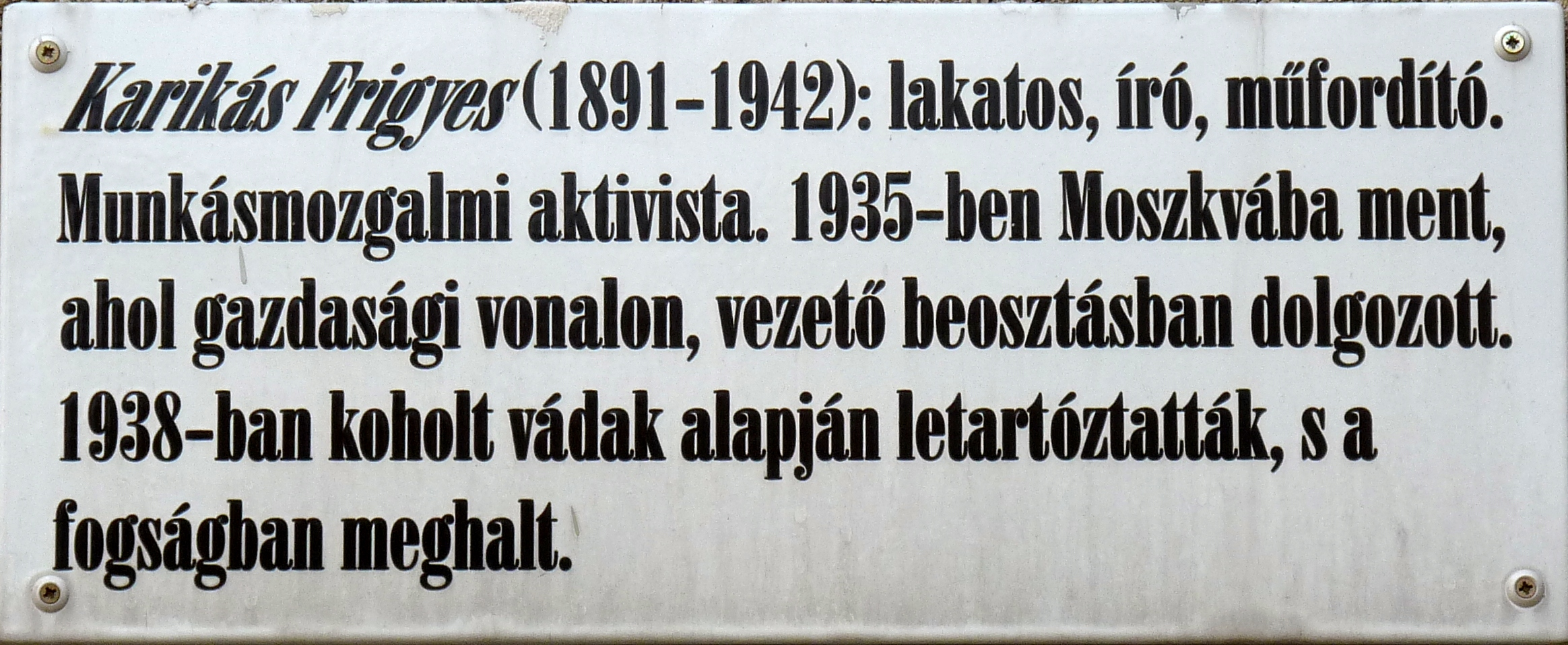
Emléktáblája Angyalföldön

- Utca viseli nevét Budapesten a XIII. kerületben,[5] Szegeden és Győr Szitásdomb nevű kerületében.
- A fonyódi Mátyás Király Gimnázium 1968 és 1978 között Karikás Frigyes Gimnázium volt.[6]
- 1959-ben megfilmesítették A harminckilences dandár című alkotását. A magyar történelmi dráma, A harminckilences dandár rendezője Makk Károly volt, a főszerepeket Bihari József (Korbély János) és Benkő Gyula (Karikás Frigyes) játszották.[7]